# Missile de Croisière Naval
Missile de Croisière Naval (MdCN/NCM) – francuski pocisk manewrujący dalekiego zasięgu, przeznaczony do zwalczania nieruchomych celów powierzchniowych, wystrzeliwany z wyrzutni nawodnych i podwodnych (m.in. z wyrzutni torpedowej standardowego kalibru 533 mm). MdCN, o nazwie handlowej NCM (Naval Cruise Missile), wyewoluował z francusko-brytyjskiego programu lotniczego pocisku manewrującego SCALP/Storm Shadow. Zasięg pocisku wynosi 1000 km z okrętu podwodnego i 1400 km z okrętu nawodnego. Pocisk ma długość 6,5 metra, średnicę 0,5 metra, waży 1400 kilogramów i przenosi głowicę o masie 250 kilogramów.
Pocisk produkowany jest w wersji dla okrętów nawodnych typu FREMM, oraz dla jednostek podwodnych typu Barracuda.
NCM proponowany jest Marynarce Wojennej przez stocznię DCNS w polskim programie modernizacyjnym „Orka” w pakiecie z okrętami podwodnymi typu Scorpène

## Rozwój pocisku
Program rozwoju pocisku MdCM został zapoczątkowany w grudniu 2006 roku, na zlecenie Direction Générale de l'Armement (DGA). Celem programu było opracowanie wystrzeliwanego z okrętów pocisku manewrującego, służącego do ataku na nieruchome cele lądowe, zapewniającego francuskiej marynarce wojennej niezależność w zakresie zdolności uderzeniowych. Zadaniem programu było opracowanie pocisku zdolnego do wykonywania głębokich precyzyjnych uderzeń na terytorium wroga i niszczenia jego strategicznej infrastruktury politycznej, ekonomicznej oraz militarnej.

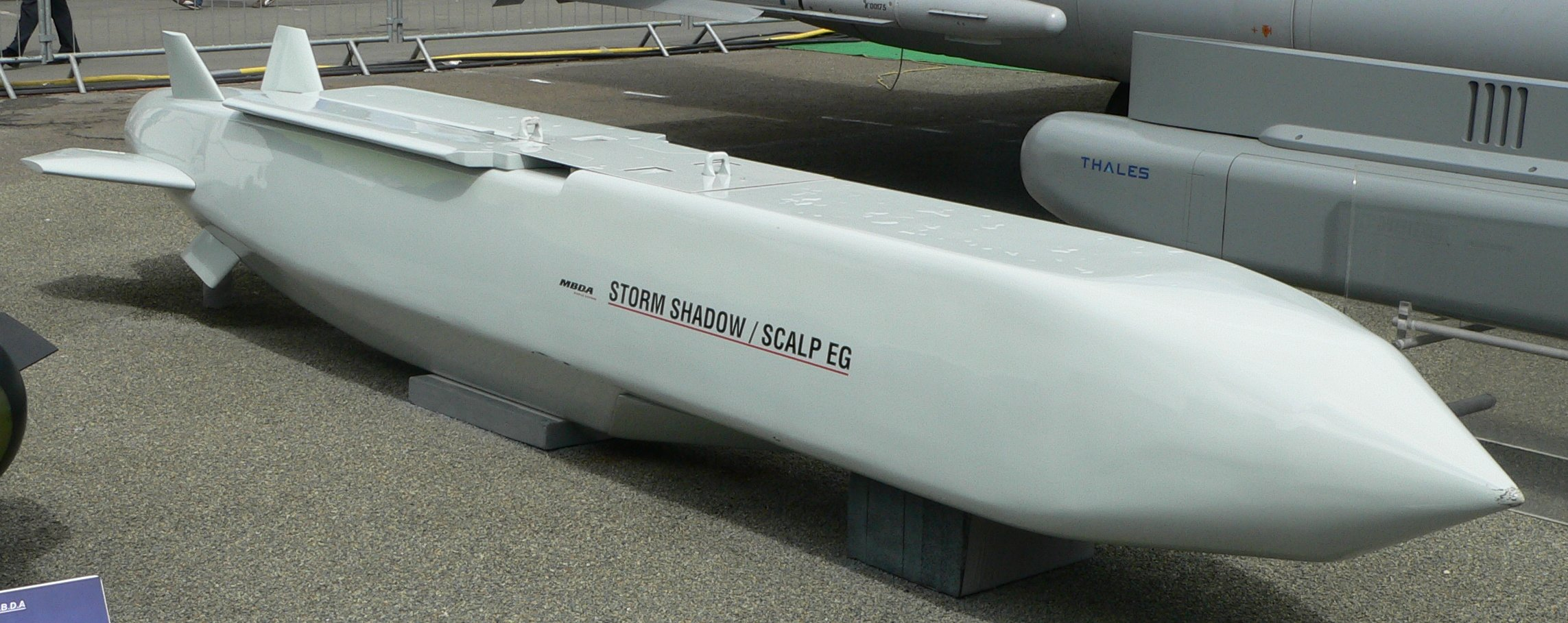
Pocisk lotniczy Scalp-EG/Storm Shadow

Konstrukcja pocisku oparta jest na konstrukcji opracowanego we współpracy francusko-brytyjskiej lotniczego pocisku SCALP – pocisk nosił też początkowo nazwę Scalp-Naval, nazwa ta została jednak oficjalnie zarzucona przez prowadzącą program MBDA. Projekt szczegółowy pocisku został ukończony w 2008 roku, wówczas też ukończono opracowywanie ogólnej architektury pocisku oraz systemu planowania misji, podobnie jak proces certyfikacji platform startowych.
W 2008 roku pocisk przeszedł testy aerodynamiczne w tunelu aerodynamicznym we francuskim narodowym centrum badań aeronautycznych ONERA w Modane-Avrieux, pierwsze zaś testowe odpalenie pocisku miało miejsce w roku 2010. Do pierwszego odpalenia imitacji pocisku z okrętu podwodnego doszło w czerwcu 2011 roku – test ten pozwolił na sprawdzenie konstrukcji pocisku w jego konfiguracji dla okrętów podwodnych, potwierdził też poprawność założeń konstrukcyjnych wspólnych dla obu platform. Pierwszy pełny test pocisku wystrzeliwanego z pokładu fregaty został przeprowadzony przez DGA w centrum testowym w Biscarrosse w lipcu 2012, w październiku zaś tego samego roku przeprowadzono pełny test w locie całkowicie funkcjonalnego pocisku, który wystartował z zanurzonej wyrzutni w ośrodku testowym w Levant w Var na południu Francji (próba ta symulowała start z zanurzonego okrętu podwodnego). W lipcu 2013 roku przeprowadzono certyfikacyjny test startu, symulujący start z pokładu fregaty. Pocisk został odpalony z wyrzutni VLS Sylver A70 w rakietowym centrum testowym w Biscarrosse. W trakcie tego testu potwierdzono ponadto zgodne z założeniami działanie terminalnego układu naprowadzania w podczerwieni (IR). W następnym roku przeprowadzono z sukcesem test certyfikacyjny wersji pocisku dla okrętów podwodnych.
DGA planowała początkowo zaopatrzenie francuskiej marynarki w 250 pocisków MdCN, jednak trudności budżetowe oraz ustawa o planowaniu wojskowym na lata 2014-2019 spowodowały zmniejszenie zamówienia najpierw do 200, a następnie do 150 sztuk pocisku. W planowanym przejściowo nabyciu 200 pocisków, przy zakupie 150 jednostek dla okrętów nawodnych oraz 50 pocisków dla okrętów podwodnych, przy całkowitym koszcie programu 1,2 miliarda Euro (nie licząc kosztu opracowania systemu), cena jednostkowa pocisku wynosiła 2,48 miliona Euro. Po kilku opóźnieniach programu, pocisk ma wejść na uzbrojenie fregat FREMM w roku 2015, na rok 2018 przewidziane jest wprowadzenie pocisku na okręty podwodne Barracuda. Obecnie w zakładach MBDA w Selles-Saint-Denis trwa produkcja początkowa NCM.

## Konstrukcja
Pocisk MdCN wyposażony jest w identyczne z pociskiem SCALP-EG układy naprowadzania bezwładnościowego, porównywania konturów terenu oraz GPS ze skanerem w podczerwieni (IR). Układ taki zapewnia naprowadzanie bezwładnościowe w fazie startowej i środkowej lotu pocisku z korekcją GPS oraz porównywania konturów terenu, w fazie terminalnej ataku system naprowadzania jest wspomagany przez skanowanie w podczerwieni, co zapewnia celność pocisku rzędu jednego metra. Układ naprowadzania terminalnego w podczerwieni wykrywa oraz identyfikuje cel. Dzięki takiemu układowi naprowadzania pocisk zdolny jest do wielokrotnych zmian kierunku oraz pułapu w trakcie trwania lotu, a także w fazie terminalnej przed uderzeniem w cel.
Z rozwiązań systemu SCALP-EG/Storm Shadow korzysta również system wyboru celów oraz planowania misji. Pocisk jako całość stanowi jednak całkowicie nową konstrukcję – było to podyktowane przede wszystkim koniecznością zmniejszenia średnicy pocisku, celem umożliwienia wystrzeliwania go ze standardowej wyrzutni torpedowej kalibru 533 milimetry. W odróżnieniu od pocisku SCALP, MdCN ma całkowicie cylindryczną formę o długości 5,5 metra z trzema wysuwanymi ogonowymi płaszczyznami kontrolnymi oraz dwoma rozkładającymi się skrzydłami umieszczonymi w dolnej części pocisku. Wraz z umieszczonym na końcu kadłuba silnikiem startowym, długość pocisku sięga 6,5 metra.
Względy związane z rozmiarami pocisków zaważyły również na zmianie systemu napędowego. Pocisk otrzymał mniejszy silnik turboodrzutowy Microturbo TR50 o ciągu 350 daN, w miejsce jednostki TR60-30 w pocisku SCALP-EG/Storm Shadow. Producent pocisku nie ujawnia rzeczywistych osiągów pocisku w zakresie pułapów oraz zakresu prędkości maksymalnych na poszczególnych pułapach, jednakże DGS ujawniła zdolność MdCN do wykonywania uderzeń na cele oddalone o "setki kilometrów" od wyrzutni. Według niektórych źródeł konstrukcja pocisku zapewnia mu zasięg "większy niż 250 kilometrów", jednak najprawdopodobniej zasięg maksymalny pocisku wynosi 1000 kilometrów w wersji wystrzeliwanej z okrętu podwodnego oraz 1400 kilometrów dla modeli wystrzeliwanych z pokładów okrętów nawodnych.
Możliwość wystrzeliwania pocisku z podwodnej wyrzutni torpedowej wymusiła umieszczenie pocisku w wersji dla okrętów podwodnych w specjalnej kapsule, odrzucanej po wydostaniu się aparatu ponad powierzchnię morza. Kapsuła ma charakter bezobsługowy i umożliwia przechowywanie w niej pocisku przez długi czas. Po odrzuceniu kapsuły startowej, uruchomieniu ulega rakietowy silnik startowy na paliwo stałe, który rozpędza pocisk do poddźwiękowej prędkości marszowej.
Missile de Croisière Naval wyposażony jest w uniwersalną głowicę o masie 300 kilogramów, z zapalnikiem kontaktowym, zdolną do niszczenia lekko oraz średnio umocnionych obiektów.

## Program Orka
Wśród wymogów polskiego Ministerstwa Obrony Narodowej ustalonych dla programu modernizacji „Orka”, zmierzającego do nabycia trzech okrętów podwodnych dla Marynarki Wojennej, znalazł się wymóg posiadania zdolności oferowanych okrętów podwodnych do przenoszenia pocisków manewrujących oraz ich zdolności do wykonywania za pomocą tych pocisków uderzeń na cele lądowe na terytorium przeciwnika. Przystępująca do postępowania francuska stocznia DCNS poinformowała, że wśród propozycji dla polskiej Marynarki Wojennej znajdują się pociski manewrujące typu NCM.